# Walter Riggs
Walter Riggs   (Leiston, 1 de gener de 1877 - Blyth, 10 de novembre de 1951) va ser un regatista anglès que va competir a començaments del segle xx. Era pare del també regatista olímpic Thomas Riggs.
El 1924 va prendre part en els Jocs Olímpics de París, on va guanyar la medalla de plata en la regata de 8 metres del programa de vela, a bord de l'Emily, junt a Edwin Jacob, Thomas Riggs, Ernest Roney i Harold Fowler.